# Ke
|  | Per a altres significats, vegeu «け». |

El ke (en pinyin: ke) és una unitat xinesa tradicional de temps decimal que dura aproximadament un quart d'una hora occidental. Tradicionalment el ke divideix un dia en cent intervals iguals de 14.4 minuts (14 min 24 s). El ke és equivalent al centidía (c d), un prefix d'una unitat que no pertany al sistema SI. En forma literal l ke signidfica 'marcar' o 'tallar', i és part del substantiu Kedu que fa a marques tallades en els dispositius de mesura.
Juntament amb l ke, els antics xinesos mesuraven el temps amb hores dobles (tradicional 时辰, simplificat 时辰, pinyin shíchen) també anomenats "torns ". Atès que no és possible dividir 12 hores dobles en 100 ke en forma uniforme, cada ke va ser subdividit en 60 fen (分; pinyin fen).
Hi va haver diversos intents de redefinir el ke en 96, 108, o 120 de manera de poder dividir en forma uniforme les 12 hores dobles. Durant la dinastia Qing per l'època en què van arribar els missioners jesuïtes, la durada del ke havia estat redefinida a un 96 avo (1/96) d'un dia, o exactament 1/4 d'hora occidental. En l'actualitat ke és el terme estàndard xinès per denominar al quart d'hora. A més, en l'actualitat el fen és utilitzat per referir-se a un lapse de temps que no és 1/60 del ke sinó 1/60 d'una hora, o sigui 1 minuts.